# Красновский сельский округ (Московская область)
Красновский сельский округ — упразднённая административно-территориальная единица, существовавшая на территории Орехово-Зуевского района Московской области в 1994—2004 годах.
Красновский сельсовет был образован в первые годы советской власти. По данным 1923 года он входил в состав Красновской волости Егорьевского уезда Московской губернии.
В 1924 году к Красновскому с/с был присоединён Кузнецовский с/с, а в 1925 — Тархановский с/с.
В 1926 году Красновский с/с включал деревни Красное, Кузнецово и Тархановская.
В 1929 году Красновский сельсовет вошёл в состав Шатурского района Орехово-Зуевского округа Московской области.
10 июля 1933 года Шатурский район был упразднён и Красновский с/с вошёл в Куровской район.
14 июня 1954 года к Красновскому с/с были присоединены Велинский и Старовский с/с.
22 июня 1954 года из Красновского с/с в Запутновский сельсовет было передано селение Вершина.
3 июня 1959 года Куровской район был упразднён и Красновский с/с вошёл в Орехово-Зуевский район.
20 августа 1960 года к Красновскому с/с был присоединён Запутновский с/с.
1 февраля 1963 года Орехово-Зуевский район был упразднён и Красновский с/с вошёл в Орехово-Зуевский сельский район. 11 января 1965 года Красновский с/с был возвращён в восстановленный Орехово-Зуевский район.
3 февраля 1994 года Красновский с/с был преобразован в Красновский сельский округ.
8 апреля 2004 года Красновский с/о был упразднён, а его территория передана в Дороховский сельский округ.